# Leszek Kozik
Leszek Kozik (ur. w 1961 w Lanckoronie, zm. nocą z 30 kwietnia na 1 maja 2023 w Jastrzębi) – polski prozaik, filozof, religioznawca.

## Życiorys
Przez całe życie mieszkał w domu rodzinnym we wsi Jastrzębia na ziemi wadowickiej.
W latach 1984–1988 studiował teologię w Papieskiej Akademii Teologicznej w Krakowie, przez kolejne lata – religioznawstwo na Wydziale Filozoficznym Uniwersytetu Jagiellońskiego w Krakowie. Jego praca magisterska, pisana pod kierunkiem prof. dr. hab. Włodzimierza Pawluczuka, nosi tytuł Myśl nietzscheańska jako egzemplifikacja irracjonalnych aspektów kultury europejskiej. Dyplom z tytułem magistra religioznawstwa porównawczego Kozik uzyskał w 1993 roku.
Po studiach pracował m.in. jako korepetytor, sezonowy zbieracz owoców za granicą, a w ostatnich latach życia jako pomocnik murarski.
Jako prozaik zadebiutował w 1996 r. w czasopiśmie „Nihil Novi”. Publikował również we „Frondzie”, w „Akancie”, „Metaforze”, „Nowej Okolicy Poetów”, „HA-arcie”, „Pro Formie” i w prasie lokalnej („Kurier Lanckoroński”, „Obserwator Kalwaryjski”, „Wiadomości Kalwaryjskie”).
Jego powieść autobiograficzna Pasja według chama galicyjskiego, wydana przez Wydawnictwo Miniatura, została nominowana w 2013 r. do Literackiej Nagrody Europy Środkowej Angelus.
Mówił o sobie: „człowiek znikąd i niech tak będzie”, „człowiek-śmieć, istniejący z głębi iluminacji cieni, całej, jakże uniwersalnej prowincji ludzkiego świata”. Uważał się za antyklerykała i radykała społecznego.
Krytyk literacki Stanisław Chyczyński napisał o nim: 
Leszek Kozik to szczerozłoty talent pisarski. Tworzył postmodernistyczne dzieła naładowane artystowską, barokową, erudycyjną, umyślnie zagęszczoną narracją – dla elity koneserów literatury najwyższych lotów. W młodości rozczytywał się w prozie iberoamerykańskiej (Borges, Fuentes, Marques etc.), co ewidentnie zdeterminowało jego własny styl. Jako dojrzały pisarz podziwiał i wielbił artyzm Josego L. Limy z Kuby, który cieszy się sławą najtrudniejszego pisarza na świecie.
Za zgodą rodziny Leszka Kozika pieczę nad jego dorobkiem literackim sprawuje obecnie profesor dr. hab. Zbigniew Mirek. W tworzonym przez niego skansenie-muzeum-galerii sztuki „Zagroda Plichtów” w Lanckoronie znajduje się gabinet pracy twórczej Kozika, w którym jest dostęp do całej jego biblioteki, maszynopisów (kilka powieści), rękopisów, dokumentów i sprzętów codziennego użytku.

## Twórczość

### Książki
- Pasja według chama galicyjskiego, ilustr. Adam Fiala. Kraków: Wydawnictwo Miniatura, 2012.

### Publikacje w czasopismach
- Pasja według chama galicyjskiego (fragm. powieści), [w:] „Nihil Novi” 1996, nr 18, s. 7; [w:] „Obserwator Kalwaryjski” 1999, nr 6 (16), s. 29; [w:] „Nowa Okolica Poetów” 1999, nr 2, ss. 9-19; [w:] Kwartalnik literacko-artystyczny „Metafora” 2012, nr 2 (83), ss. 100-106; [w:] „Fronda” 1998, nr 13/14, ss. 10-14; [w:] „Kurier Lanckoroński” 2001, nr 24, ss. 10-11.
- Świat poza czterema porami roku (fragm. niewydanej powieści), [w:] „Nihil Novi” 1997, nr 19-20, s. 7; [w:] „Akant” 2003, nr 8 (73), s. 29.
- Gotyk-Pieśń (fragm. niewydanej powieści), [w:] „Nihil Novi” 2014, nr 28, ss. 12-14.
- Wszystkie rozedrgane zwierzęta we mnie (fragm. niewydanej powieści), [w:] „Nihil Novi” 2019, nr 31, s. 24; [w:] „Nihil Novi” 2022, nr 34, ss. 6-8.